# Roma ore 11
Roma ore 11 is een Italiaanse film van Giuseppe De Santis die werd uitgebracht in 1952.
De muziek van Mario Nascimbene voor dit neorealistisch drama werd bekroond met de Nastro d'argento voor beste filmmuziek.

## Verhaal
Het verhaal is ontleend aan de werkelijkheid, een ongeluk dat zich voordeed in Rome op een ochtend in 1951.
Een straatmadelief die haar leven wil beteren, de vriendin van een arme kunstschilder, de wanhopige vrouw van een werkloze arbeider, een zwanger meisje en een dienstmeid die zich heel ongelukkig voelt.
Dat zijn enkele van de tweehonderd vrouwen die samengestroomd zijn aan en op de trappen van een oud gebouw. Ze zijn allen afgekomen op een krantenadvertentie voor een betrekking als typiste. Wanneer ze in de rij staan te wachten voor een sollicitatiegesprek werkt een van hen zich ongeduldig naar voren. Het daardoor ontstane tumult en gedrum doen de trap instorten.
De film toont in episodes de voorgeschiedenis van vijf te pletter gestorte vrouwen.

## Rolverdeling
| Acteur               | Personage          |
| -------------------- | ------------------ |
| Lucia Bosè           | Simona             |
| Carla Del Poggio     | Luciana Renzoni    |
| Maria Grazia Francia | Cornelia Riva      |
| Lea Padovani         | Caterina           |
| Delia Scala          | Angelina           |
| Elena Varzi          | Adriana            |
| Raf Vallone          | Carlo              |
| Massimo Girotti      | Nando              |
| Irene Galter         | Clara              |
| Paolo Stoppa         | de vader van Clara |
| Armando Francioli    | Romoletto          |
| Paola Borboni        | Matilde            |